# Edmonton FC
El Edmonton FC fue un equipo de fútbol de Canadá que jugó en la A-League, la desaparecida segunda división de fútbol de los Estados Unidos.

## Historia
Fue fundado en el año 2003 en la ciudad de Edmonton con el nombre Edmonton Aviators como uno de los equipos de expansión de la A-League para la temporada 2004 luego de que recientemente el país había sido sede de la primera edición de la Copa Mundial Femenina de Fútbol Sub-19 de 2002, y la sede del club sería el Commonwealth Stadium. El nombre del club se dio por consulta popular basados en la gran historia de aviadores en Edmonton.
El plan inicial fue que en un lapso de tres años la ciudad de Edmonton contara con equipos masculino y femenino con la idea de que a los partidos asistieran un promedio de 11000 espectadores, algo irreal para la prensa local, pero a media temporada surgieron una serie de problemas.
El primer problema fue la sede del club, el Commonwealth Stadium, el cual funcionaba como sede de los equipos de fútbol de Canadá y que contaba en ese momento con capacidad para 60000 espectadores, algo grande para un equipo de expansión y los gritos de la afición apenas se escuchaban, su alquiler era caro y el Edmonton Eskimos tenía prioridad de uso del estado, por lo que los Aviators les restringieron su uso y tenían que jugar en el Clarke Stadium que estaba cruzando la calle.
Otro problema fue que el club era el peor de la liga, lo que era de esperar de un equipo nuevo, pero que no agradaba a los seguidores de deportes en Edmonton, además de tener problemas con los jugadores y la gerencia del club, provocando la salida de Rick Titus, uno de sus jugadores veteranos, al Toronto Lynx.
Otro aspecto fue la baja asistencia a los partidos de local, lo que hizo que los costos operativos aumentaran, lo que provocó que el grupo de 19 miembros dueños del equipo conocido como Edmonton Professional Soccer Limited (EPSL) no siguieran inyectando capital al club, al punto de que cerraran operaciones a mitad de temporada. Como consecuencia la liga adquirió al equipo y cambió su nombre por el de Edmonton FC, dejaron libres a los mejores jugadores que tenían y se mudaron al Foote Field, una sede más pequeña.
El equipo termina desapareciendo al finalizar la temporada 2004 en el último año de existencia de la liga.

## Temporadas
| Año  | División | Liga         | Temporada Regular | Playoffs     | Voyageurs Cup | Asistencia Promedio |
| ---- | -------- | ------------ | ----------------- | ------------ | ------------- | ------------------- |
| 2004 | 2        | USL A-League | 6º, Western       | No clasificó | No clasificó  | 1,478               |

## Jugadores

### Jugadores destacados
- Claudio Salinas
- Jaime Lopresti
- José Luis Campi